# Улрих II фон Ханау
Улрих II фон Ханау (на немски: Ulrich II von Hanau; * 1280/1288; † 23 септември 1346) е между 1305/1306 и 1346 г. господар на Ханау.
Той е най-възрастният син на Улрих I фон Ханау (1255/1260 – 1305/1306) и съпругата му графиня Елизабет фон Ринек (1260 – 1300), дъщеря на граф Лудвиг VI (III) фон Ринек.
Улрих II въвежда през 1339 г. примогенитура в Дом Ханау, според която първороденият получава наследството.
През 1333 г. умира братът на майка му граф Лудвиг V фон Ринек, с което изчезва линията на графовете на Ринек. Улрих II получава замъци и теротории.
Улрих II е погребан в манастир Арнсбург, фамилната гробница на Дом Ханау до 15 век.

## Фамилия
Улрих II се жени през 1310 г. за Агнес фон Хоенлое (1295 – 1346), дъщеря на Крафт I фон Хоенлое-Вайкерсхайм. Те имат десет деца:
- Улрих III (1310 – 1369/1370), от 1346 г. господар на Ханау и фогт във Ветерау
- Райнхард, домкустос (отговорник за строежите) на катедралата Майнц
- Крафт († 1382), домхер в Кьолн, Майнц, Вюрцбург и Вормс
- Лудвиг († сл. 1386), ерцдякон в Вюрцбург
- Готфрид († сл. 1372), комтур на Немския орден
- Конрад IV († 1383 [убит]), княз-абат на Фулда
- Елизабет († сл. 1365), омъжена пр. 1329 г. за Филип V фон Фалкенщайн († 1343)
- Аделхайд († сл. 1378), омъжена I. ок. 1318 г. за граф Еберхард II фон Катценелнбоген (1312 – 1329), II. на 29 юли 1332 г. за граф Хайнрих II (I) фон Изенбург-Бюдинген († 1378/1379)
- Агнес († сл. 1347), монахиня в манастир Патерсхаузен
- Ирменгард († сл. 1348), монахиня в манастир Герлахсхайм